# Théâtre Feydeau
Pour les articles homonymes, voir Rue Feydeau et Galerie Feydeau.
Ne doit pas être confondu avec Ernest Feydeau ou Georges Feydeau.
Le théâtre Feydeau est une ancienne salle de spectacle qui était située 19, rue Feydeau dans l'actuel 2e arrondissement de Paris. Inauguré en 1791 et fermé en 1829, le théâtre programmait principalement des opéras italiens ou français et des comédies, dont des « pastiches » (pasticcio : pièce écrite en français sur une musique italienne déjà connue). 

## Histoire

### Aux Tuileries
Le 26 janvier 1789 Léonard-Alexis Autié, coiffeur de la reine Marie-Antoinette, et le violoniste Giovanni Viotti obtiennent du roi Louis XVI le privilège d'exploiter le répertoire des opéras-comiques français et italiens. La troupe, baptisée théâtre de Monsieur en raison de la protection qui lui est offerte par Monsieur, frère du roi (futur Louis XVIII), s'installe dans la salle des Machines du palais des Tuileries mais doit en partir le 6 octobre 1789, Louis XVI et sa famille ayant été ramenés du château de Versailles par les émeutiers.

### À la foire Saint-Germain
En dédommagement, Autié et Viotti se voient offrir les jardins de l'hôtel Briçonnet, rue Feydeau, avec l'autorisation d'y construire une nouvelle salle. En attendant sa construction, la troupe loue un emplacement à la foire Saint-Germain (10 janvier – 31 décembre 1790), occupé autrefois par Jean-Baptiste Nicolet.

### Rue Feydeau

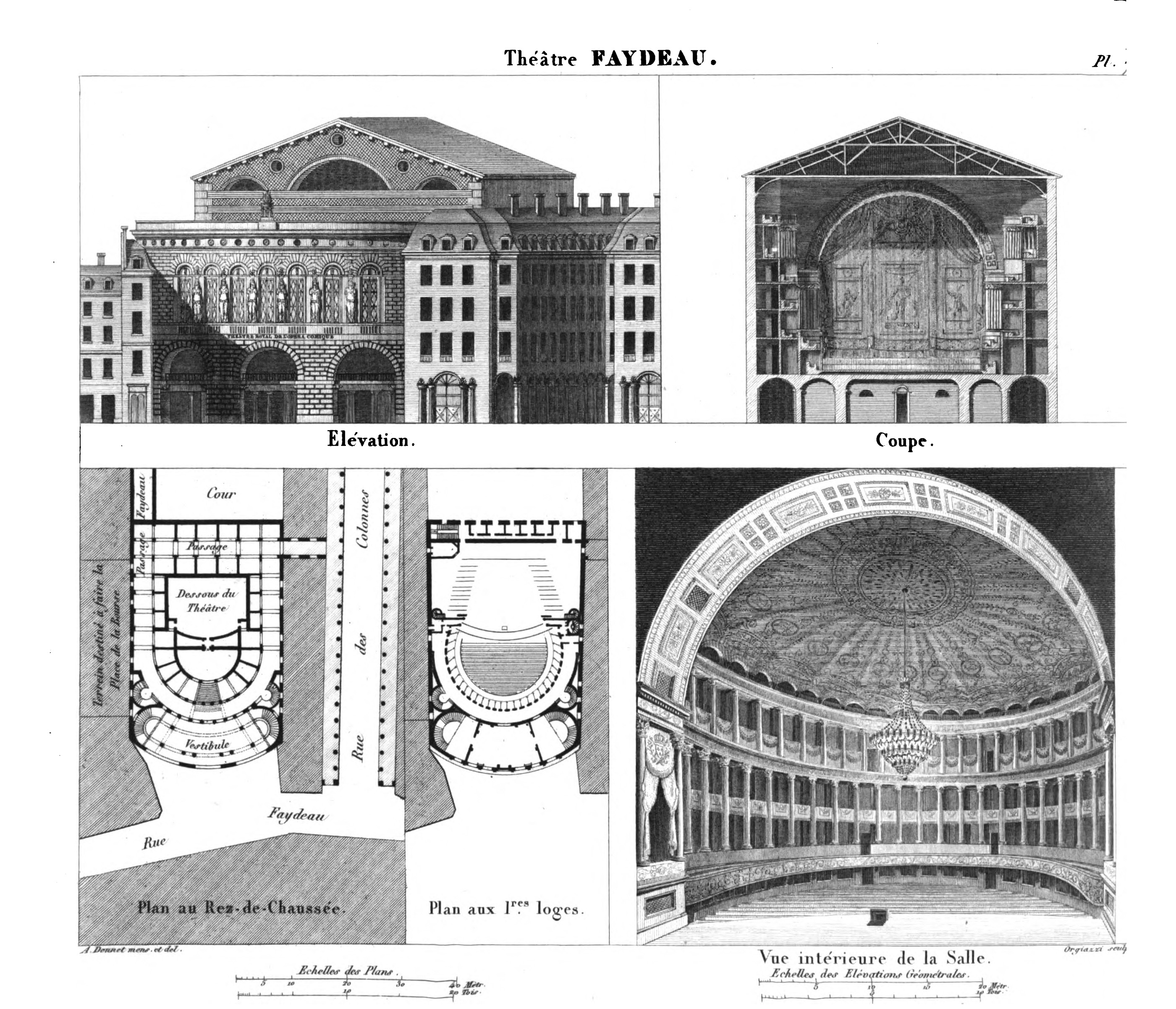
plan du théâtre

L'inauguration du théâtre de la rue Feydeau a lieu le 6 janvier 1791, toujours sous le nom de « théâtre de Monsieur ».
À la suite de la fuite manquée de Louis XVI, la direction juge plus prudent de rebaptiser sa salle théâtre français et italien de la rue Feydeau le 24 juin 1791 puis théâtre français et Opera-buffa le 29 juin 1791. La programmation alterne avec succès opéras-comiques français (Louis-Benoit Picard, Charles-Simon Favart, François Devienne, etc.) et italiens (Giovanni Paisiello, etc.) mais l’emprisonnement du roi conduit le 10 août 1792 à la fermeture de la salle et au renoncement de ses fondateurs.
Elle rouvre dès la proclamation de la République sous la direction de Chagot-Defays. Lieu de rassemblement des « réactionnaires », elle est comme beaucoup de théâtres durant la Révolution (et notamment la Terreur), plusieurs fois frappée d’interdiction de représentation.
Elle accueille à partir du 27 janvier 1795 la troupe des Comédiens-Français du théâtre de la Nation (Odéon) et prend alors le nom de théâtre français de la rue Feydeau. Sous la nouvelle direction de Sageret, elle devient une des salles les plus appréciées de Paris. Celui-ci tente de réconcilier les Comédiens-Français de la Nation avec leurs anciens camarades partis s'installer salle Richelieu à la suite de la scission de novembre 1789, à la tête desquels se trouve le  célèbre Talma. Mais l'entreprise rebaptisée théâtre lyrique de la rue Feydeau le 29 octobre 1798 s'avère ruineuse et Sageret passe la main. La troupe de la Nation, dirigée par Louis-Benoit Picard et dont la salle a brûlé en mars 1799, reprend possession des lieux.
Le 16 septembre 1801, sur ordre de Napoléon (alors Premier consul), la troupe fusionne avec celle de l’Opéra-Comique, qui doit abandonner la salle Favart vétuste, sous le nom de théâtre national de l'Opéra-Comique. L'Opéra-Comique quitte la salle Feydeau le 23 juillet 1804 en raison de travaux, revenant à la salle Favart, et pendant trois semaines au Théâtre-Olympique, avant de retourner à la salle Feydeau le 2 septembre 1805.
Le 16 avril 1829, le théâtre Feydeau, menaçant à son tour de s'effondrer, est fermé pour être définitivement démoli. La troupe, après un bref passage au théâtre Ventadour, réintègre en 1840 une salle Favart entièrement rénovée.

## Spectacles
- Le Barbier de Séville de Beaumarchais y fut repris dès mars 1791.
- Entre 1791 et 1800, les opéras de Luigi Cherubini y ont tous été créés dont Médée, le 13 mars 1797.

## Anecdote
Dans La Fille de Mme Angot, opéra-comique de Charles Lecocq créé le 4 décembre 1872, l'héroïne Clairette Angot évoque ainsi sa rivale, la comédienne Mademoiselle Lange : 

« Connaissez-vous Mlle Lange,

La grande actrice de Feydeau ? »

Ce qui incite à penser que plus de 30 ans après sa démolition, son nom voulait encore dire quelque chose aux Parisiens.